# كيفن أورس
كيفن أورس (6 ديسمبر 1984 في تورنهاوت في بلجيكا – )؛ هو لاعب كرة قدم كان يلعب كمهاجم.

## وصلات خارجية
- كيفن أورس على موقع رابطة كرة القدم اليابانية للمحترفين (اليابانية)
- كيفن أورس على موقع دوري كوريا الجنوبية (الإنجليزية)
- كيفن أورس على موقع قاعدة بيانات كرة القدم.إي يو (الإنجليزية)
- كيفن أورس على موقع Soccerway.com (الإنجليزية)
- كيفن أورس على موقع عالم كرة القدم.نت (الإنجليزية)